# بطولة أمم أوروبا للسيدات 2009
بطولة أمم أوروبا لكرة القدم للسيدات 2009 التي اقيمت في فنلندا ما بين 23 أغسطس و10 سبتمبر، 2009 هي المسابقة العاشرة. فاز بالطولة منتخب ألمانيا للمرة السابعة والخامسة على التوالي.

## الملاعب المستضيفة
مباريات البطولة لعبت في 4 مدن في فنلندا هي: هلسنكي، توركو، تامبيري ولهتي.

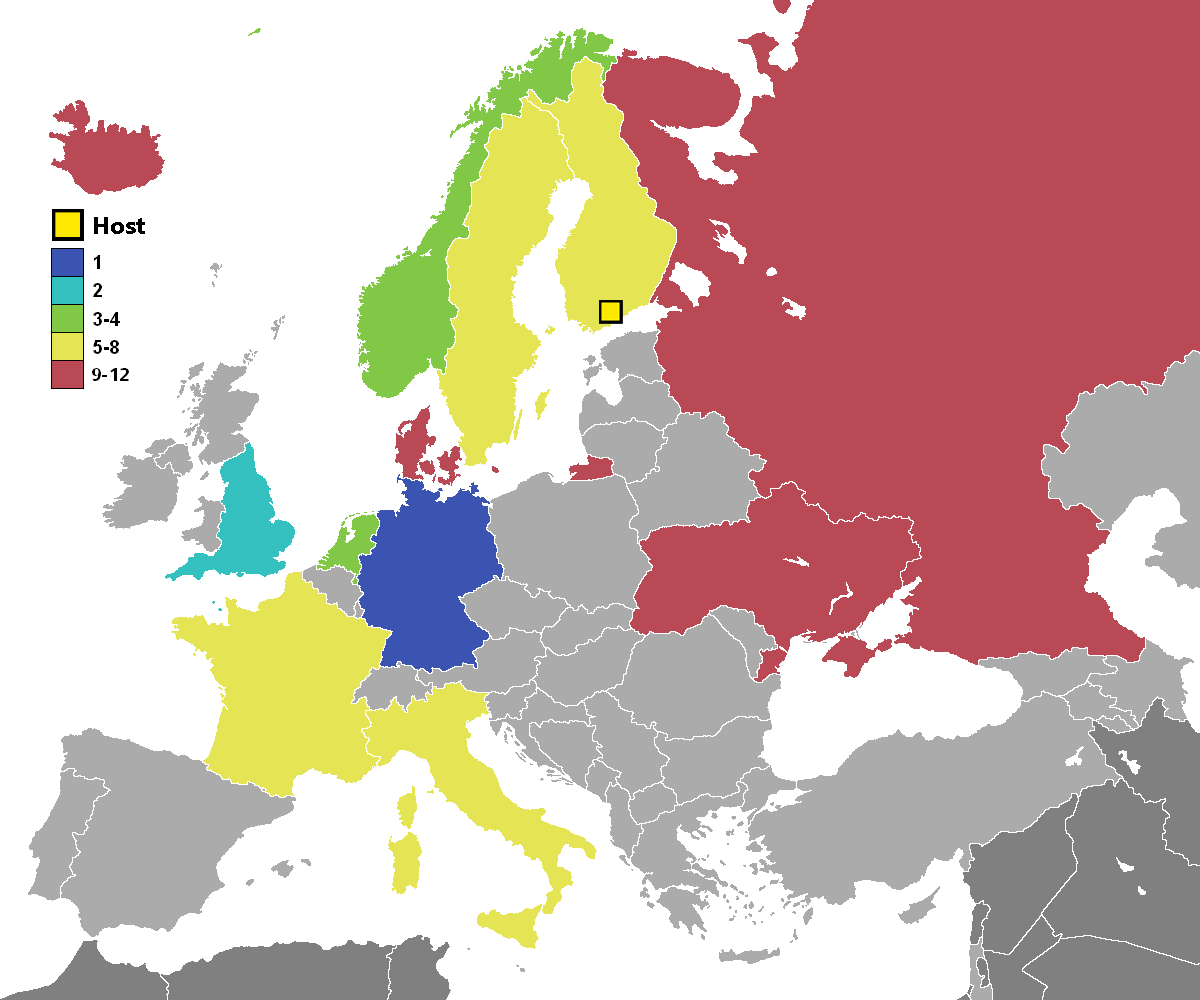
المنتخبات المشاركة

| هلسنكي                             | هلسنكي                                                 | توركو                                    | تامبيري                                                | لهتي                                     |
| ---------------------------------- | ------------------------------------------------------ | ---------------------------------------- | ------------------------------------------------------ | ---------------------------------------- |
| ملعب هلسنكي الأولمبي السعة: 40,000 | ملعب فين آير السعة: 10,770                             | ملعب فيريتاس السعة: 9,000                | ملعب راتينا السعة: 17,000                              | ملعب ليهدن السعة: 14,465                 |
|                                    |                                                        |                                          |                                                        |                                          |
| 4 مباريات في دور المجموعات النهائي | 3 مباريات في دور المجموعات 1 ربع النهائي 1 نصف النهائي | 4 مباريات في دور المجموعات 1 ربع النهائي | 4 مباريات في دور المجموعات 1 ربع النهائي 1 نصف النهائي | 3 مباريات في دور المجموعات 1 ربع النهائي |

## النتيجة
جميع المواعيد ب (توقيت شرق أوروبا/ت ع م+03:00)

#### المجموعة أ
| الفريق   | لعب | ف | ت | خ | أ.له | أ.ع | أ.ف | نقاط |
| -------- | --- | - | - | - | ---- | --- | --- | ---- |
| فنلندا   | 3   | 2 | 0 | 1 | 3    | 2   | +1  | 6    |
| هولندا   | 3   | 2 | 0 | 1 | 5    | 3   | +2  | 6    |
| الدنمارك | 3   | 1 | 0 | 2 | 3    | 4   | −1  | 3    |
| أوكرانيا | 3   | 1 | 0 | 2 | 2    | 4   | −2  | 3    |

| أوكرانيا | 0–2    | هولندا                                  |
| -------- | ------ | --------------------------------------- |
|          | Report | كيرستين فان دي فين 4' · كارين ستيفنز 9' |

| فنلندا    | 1–0    | الدنمارك |
| --------- | ------ | -------- |
| Saari 49' | Report |          |

| أوكرانيا              | 1–2    | الدنمارك                          |
| --------------------- | ------ | --------------------------------- |
| دارينا أباناشينكو 63' | Report | كاميلا ساند أندرسن 49' · Pape 87' |

| هولندا                 | 1–2    | فنلندا                         |
| ---------------------- | ------ | ------------------------------ |
| كيرستين فان دي فين 25' | Report | لورا أوستربيرغ كالماري 7'، 69' |

| فنلندا | 0–1    | أوكرانيا  |
| ------ | ------ | --------- |
|        | Report | Pekur 69' |

| الدنمارك          | 1–2    | هولندا                            |
| ----------------- | ------ | --------------------------------- |
| جوانا راسموسن 71' | Report | سيلفيا سميت 58' · مانون ميليس 66' |

#### المجموعة ب
| الفريق  | لعب | ف | ت | خ | أ.له | أ.ع | أ.ف | نقاط |
| ------- | --- | - | - | - | ---- | --- | --- | ---- |
| ألمانيا | 3   | 3 | 0 | 0 | 10   | 1   | +9  | 9    |
| فرنسا   | 3   | 1 | 1 | 1 | 5    | 7   | −2  | 4    |
| النرويج | 3   | 1 | 1 | 1 | 2    | 5   | −3  | 4    |
| آيسلندا | 3   | 0 | 0 | 3 | 1    | 5   | −4  | 0    |

| ألمانيا                                                                | 4–0    | النرويج |
| ---------------------------------------------------------------------- | ------ | ------- |
| ليندا بريسونيك 33' (ركل.) · فاتمير ألوشي 90'، 90+4' · آنيا ميتاغ 90+2' | Report |         |

| آيسلندا         | 1–3    | فرنسا                                                          |
| --------------- | ------ | -------------------------------------------------------------- |
| Magnúsdóttir 6' | Report | كاميل أبيلي 18' (ركل.) · Bompastor 53' (ركل.) · لويزا نسيب 67' |

| فرنسا           | 1–5    | ألمانيا |
| --------------- | ------ | --- |
| غايتان تيني 51' | Report | اينكا غرينغز 9' · آنيكي كران 17' · ميلاني بيرنغير 45+ 1' · ليندا بريسونيك 47' (ركل.) · سيموني لاودر 90+ 1' |

| آيسلندا | 0–1    | النرويج            |
| ------- | ------ | ------------------ |
|         | Report | سيسيلي بيدرسون 45' |

| ألمانيا          | 1–0    | آيسلندا |
| ---------------- | ------ | ------- |
| اينكا غرينغز 50' | Report |         |

| النرويج       | 1–1    | فرنسا           |
| ------------- | ------ | --------------- |
| Storløkken 4' | Report | كاميل أبيلي 16' |

#### المجموعة ج
| الفريق  | لعب | ف | ت | خ | أ.له | أ.ع | أ.ف | نقاط |
| ------- | --- | - | - | - | ---- | --- | --- | ---- |
| السويد  | 3   | 2 | 1 | 0 | 6    | 1   | +5  | 7    |
| إيطاليا | 3   | 2 | 0 | 1 | 4    | 3   | +1  | 6    |
| إنجلترا | 3   | 1 | 1 | 1 | 5    | 5   | 0   | 4    |
| روسيا   | 3   | 0 | 0 | 3 | 2    | 8   | −6  | 0    |

| إيطاليا                                 | 2–1    | إنجلترا                 |
| --------------------------------------- | ------ | ----------------------- |
| باتريسيا بانيكو 56' · أليسيا توتينو 82' | Report | فارا ويليامز 38' (ركل.) |

| السويد                                               | 3–0    | روسيا |
| ---------------------------------------------------- | ------ | ----- |
| Rohlin 5' · Sandell Svensson ‏ 15' · كارولين سيغر 82' | Report |       |

| إيطاليا | 0–2    | السويد                              |
| ------- | ------ | ----------------------------------- |
|         | Report | لوتا شيلين 9' · كوسوفاري أسلاني 19' |

| إنجلترا                                                            | 3–2    | روسيا                                  |
| ------------------------------------------------------------------ | ------ | -------------------------------------- |
| كارين كارني 24' · إنيولا ألوكو 32' · كيلي سميث (لاعبة كرة قدم) 42' | Report | Tsybutovich 2' · اوليسيا كوروشكينا 22' |

| روسيا | 0–2    | إيطاليا                             |
| ----- | ------ | ----------------------------------- |
|       | Report | ميلانيا كابياديني 77' · Zorri 90+3' |

| السويد                       | 1–1    | إنجلترا     |
| ---------------------------- | ------ | ----------- |
| Sandell Svensson ‏ 40' (ركل.) | Report | في وايت 28' |

#### المركز الثالث
| الفريق   | لعب | ف | ت | خ | أ.له | أ.ع | أ.ف | نقاط |
| -------- | --- | - | - | - | ---- | --- | --- | ---- |
| إنجلترا  | 3   | 1 | 1 | 1 | 5    | 5   | 0   | 4    |
| النرويج  | 3   | 1 | 1 | 1 | 2    | 5   | −3  | 4    |
| الدنمارك | 3   | 1 | 0 | 2 | 3    | 4   | −1  | 3    |

### خروج المغلوب
|  | ربع النهائي             | ربع النهائي            |                                  |       | نصف النهائي | نصف النهائي |  |  | النهائي | النهائي |
|  |                         |                        |                                  |       |             |             |  |  |         |         |
|  | 3 سبتمبر – ملعب فيريتاس |                        |                                  |       |             |             |  |  |         |         |
|  |                         |                        |                                  |       |             |             |  |  |         |         |
|  | فنلندا                  | 2                      |                                  |       |             |             |  |  |         |         |
|  | فنلندا                  | 2                      | 6 سبتمبر – Tampere               |       |             |             |  |  |         |         |
|  | إنجلترا                 | 3                      |                                  |       |             |             |  |  |         |         |
|  | إنجلترا                 | 3                      | إنجلترا (ب.و.إ.)                 | 2     |             |             |  |  |         |         |
|  | 3 سبتمبر – Tampere      |                        | إنجلترا (ب.و.إ.)                 | 2     |             |             |  |  |         |         |
|  |                         | هولندا                 | 1                                |       |             |             |  |  |         |         |
|  | هولندا (ج.)             | هولندا                 | 1                                | 0 (5) |             |             |  |  |         |         |
|  | هولندا (ج.)             |                        | 10 سبتمبر – ملعب هلسنكي الأولمبي | 0 (5) |             |             |  |  |         |         |
|  | فرنسا                   | 0 (4)                  |                                  |       |             |             |  |  |         |         |
|  | فرنسا                   | 0 (4)                  | إنجلترا                          | 2     |             |             |  |  |         |         |
|  | 4 سبتمبر – Lahti        |                        | إنجلترا                          | 2     |             |             |  |  |         |         |
|  |                         | ألمانيا                | 6                                |       |             |             |  |  |         |         |
|  | ألمانيا                 | ألمانيا                | 6                                | 2     |             |             |  |  |         |         |
|  | ألمانيا                 | 7 سبتمبر – ملعب سونيرا |                                  | 2     |             |             |  |  |         |         |
|  | إيطاليا                 | 1                      |                                  |       |             |             |  |  |         |         |
|  | إيطاليا                 | 1                      | ألمانيا                          | 3     |             |             |  |  |         |         |
|  | 4 سبتمبر – ملعب سونيرا  |                        | ألمانيا                          | 3     |             |             |  |  |         |         |
|  |                         | النرويج                | 1                                |       |             |             |  |  |         |         |
|  | السويد                  | النرويج                | 1                                | 1     |             |             |  |  |         |         |
|  | السويد                  |                        |                                  | 1     |             |             |  |  |         |         |
|  | النرويج                 | 3                      |                                  |       |             |             |  |  |         |         |
|  | النرويج                 | 3                      |                                  |       |             |             |  |  |         |         |

#### ربع النهائي
| فنلندا                      | 2–3    | إنجلترا                                  |
| --------------------------- | ------ | ---------------------------------------- |
| Sjölund 66' · Sällström 79' | Report | إنيولا ألوكو 15'، 67' · فارا ويليامز 49' |

| هولندا                                                                                           | 0–0 (ب.و.إ.) | فرنسا                                                                                   |
| ------------------------------------------------------------------------------------------------ | ------------ | --------------------------------------------------------------------------------------- |
|                                                                                                  | Report       |                                                                                         |
| ركلات الترجيح                                                                                    |              |                                                                                         |
| كارين ستيفنز · مانون ميليس · Kiesel-Griffioen · سيلفيا سميت · دافني كوستر · Bito · أنوك هوخينديك | 5–4          | Soubeyrand · كاميل أبيلي · أماندين هنري · أوجين لي سومر · Franco · Meilleroux · Herbert |

| ألمانيا              | 2–1    | إيطاليا             |
| -------------------- | ------ | ------------------- |
| اينكا غرينغز 4'، 47' | Report | باتريسيا بانيكو 63' |

| السويد                | 1–3    | النرويج                                                    |
| --------------------- | ------ | ---------------------------------------------------------- |
| Sandell Svensson ‏ 80' | Report | Segerström 39' (هدف ذاتي) · Giske 45' · سيسيلي بيدرسون 60' |

#### نصف النهائي
| إنجلترا                                                       | 2–1 (ب.و.إ.) | هولندا     |
| ------------------------------------------------------------- | ------------ | ---------- |
| كيلي سميث (لاعبة كرة قدم) 61' · جيل سكوت (لاعبة كرة قدم) 116' | Report       | Pieëte 64' |

| ألمانيا                                                  | 3–1    | النرويج              |
| -------------------------------------------------------- | ------ | -------------------- |
| سيموني لاودر 59' · سيليا شاشيتش 61' · فاتمير ألوشي 90+3' | Report | إيزابيل هيرلوفسن 10' |

#### النهائي
| إنجلترا                                         | 2–6    | ألمانيا                                                                             |
| ----------------------------------------------- | ------ | ----------------------------------------------------------------------------------- |
| كارين كارني 24' · كيلي سميث (لاعبة كرة قدم) 55' | Report | بريجيت برينتس 20'، 76' · ميلاني بيرنغير 22' · كيم كوليغ 50' · اينكا غرينغز 62'، 73' |

## الهدافيين
6 أهداف
- اينكا غرينغز

3 أهداف
- إنيولا ألوكو
- كيلي سميث (لاعبة كرة قدم)
- فاتمير ألوشي
- Victoria Sandell Svensson

2 هدف
- كارين كارني
- فارا ويليامز
- لورا أوستربيرغ كالماري
- كاميل أبيلي
- ميلاني بيرنغير
- ليندا بريسونيك
- سيموني لاودر
- بريجيت برينتس
- باتريسيا بانيكو
- كيرستين فان دي فين
- سيسيلي بيدرسون

1 هدف
- كاميلا ساند أندرسن
- Maiken Pape
- جوانا راسموسن
- جيل سكوت (لاعبة كرة قدم)
- في وايت
- Maija Saari
- Linda Sällström
- Annica Sjölund
- سونيا بومباستور
- لويزا نسيب
- غايتان تيني
- آنيكي كران
- كيم كوليغ
- آنيا ميتاغ
- سيليا شاشيتش
- Hólmfríður Magnúsdóttir
- ميلانيا كابياديني
- أليسيا توتينو
- Tatiana Zorri
- مانون ميليس
- Marlous Pieëte
- سيلفيا سميت
- كارين ستيفنز
- Anneli Giske
- إيزابيل هيرلوفسن
- Lene Storløkken
- اوليسيا كوروشكينا
- Ksenia Tsybutovich
- كوسوفاري أسلاني
- Charlotte Rohlin
- لوتا شيلين
- كارولين سيغر
- دارينا أباناشينكو
- Lyudmyla Pekur

هدف في مرماه
- Stina Segerström (ضد النرويج)

## وصلات خارجية
- Women's Euro 2009 Info – موقع الويفا الرسمي
- Dedicated Finnish Site for Euro 2009 (Finland F.A)